# Mission Hills Shenzhen
Mission Hills Shenzhen là một tổ hợp 12 sân golf 18 lỗ, nằm ở thị trấn Guanlan (觀瀾) ở Thâm Quyến, giữa các thành phố Thâm Quyến và Đông Hoản. Nó được công nhận là sân gôn lớn nhất thế giới của sách kỷ lục Guinness năm 2004, vượt qua khu nghỉ mát Pinehurst ở Hoa Kỳ. Nó hiện đang có 11 sân golf vô địch và ba sân gôn 18 lỗ, mỗi sân được thiết kế theo một phong cách golf khác nhau. Tiến sĩ Ken Chu, còn được gọi là "ông Golf "ở Trung Quốc giữ vị trí Chủ tịch và Giám đốc điều hành của Mission Hills Group.。
Từ năm 2007 đến năm 2009, Mission Hills tổ chức Omega Mission Hills World Cup. Scotland (Colin Montgomerie-Marc Warren) đã thắng giải năm 2007, tiếp theo là Thụy Điển (Robert Karlsson-Henrik Stenson) năm 2008 và Ý (Francesco Molinari-Edoardo Molinari) năm 2009. Hợp đồng này kéo dài 12 năm; tuy nhiên, Khu du lịch Thâm Quyến của Mission Hills sẽ không còn tổ chức sự kiện. Nhà tổ chức sự kiện, Liên đoàn Quốc tế về Du lịch PGA, thông báo trong năm 2010 rằng World Cup sẽ trở thành một sự kiện hai năm một lần được tổ chức trong các năm lẻ. Khi World Cup tiếp tục vào năm 2011, giải đấu đã chuyển đến một địa điểm khác thuộc công ty Mission Hills Haikou thuộc đảo Hải Nam, giải đấu do đội Matt Kuchar và Gary Woodland của Hoa Kỳ giành chiến thắng.